# Nemiri v Tibetu 2008
Nemiri v Tibetu 2008 so se pričeli 10. marca 2008, ob 49. obletnici izgube neodvisnosti Tibeta in umiku mladoletnega Dalaj Lame v Indijo. Nemiri so se pričeli z demonstracijo menihov na območju Lhase v večjem samostanu Sêra. Kitajska okupacijska policija je posredovala tudi v samostanih Dregung in Gandan ter pretepla, poškodovala in verjetno ubila večje število menihov in civilistov. Policija to lahko počne, ker status Tibeta mednarodno pravno ni rešen.